# Caroline Weihrauch
Caroline Weihrauch (* 24. November 1961 in Hamburg) ist eine deutsche Malerin.

## Leben und Werk
Caroline Weihrauch studierte an der Universität der Künste Berlin bei Wolfgang Petrick und Hans-Jürgen Diehl.
Sie malt unter anderem großformatige Blumengemälde. Ihre farbenfrohe Malerei kann man einer „lebendigen Fortführung“ eines kreativen, expressiven Realismus zuordnen. Die Bilder zeigen aber auch expressionistischen Duktus. Bei ihren Interieurs, ihren Bildern von Blüten und auch von Landschaften ist eine Nähe zur Belle Epoque, zu Max Liebermann, zur Pop Art und zu David Hockney zu erkennen. Die Schönheit des Augenblicks wird eingefroren und auf diese Weise der Zeitlichkeit entzogen. Weihrauch selbst spricht von ihren Gemälden als „Liebeserklärung an die Schönheit der Dinge, des Lebens“.
Bekannt wurde sie auch mit ihren Bildern der Paris Bar in Berlin. Die Bilder halten den Moment vor dem Ansturm der Gäste fest und werden als atmosphärisch dicht beschrieben. Als Studentin sehnte Weihrauch sich noch selbst nach den Tischen dieser Bar. Als Malerin wurde sie in gewisser Weise ihre Chronistin. Unter anderem stellte Weihrauch in der Sammlung Haubrok und mit Andy Hope 1930, Jonathan Meese und vielen weiteren Künstlerinnen und Künstlern aus.
Sie ist Vorsitzende des Kunst-Vereins Berlin-Klondyke e.V.

## Werke in öffentlichen Sammlungen (Auswahl)
- Bayerische Vereinsbank, München
- Landesbank Berlin, Berlin
- Sammlung Deutsche Bank, Frankfurt
- Kunstsammlung LVM Landwirtschaftlicher Versicherungsverein Münster
- Landesregierung Tübingen, Tübingen
- Sammlung Deutsche Ausgleichsbank, Bonn

## Gruppenausstellungen (Auswahl)
- 2017 La Profondeur Du feminine, Salon Barbiche, Berlin / Berlin-Klondyke, UMG, Maribor, Slowenien
- 2016 Gallery Weekend, Berlin: A rose is a rose is a rose
- 2015  Künstler der Sammlung Landwirtschaftlicher Versicherungsverein (LVM), Münster / Berlin-Klondyke, Salon Dahlmann, Berlin
- 2014 Leipziger Edition, Galerie Wiensowski und Harbord, Berlin / Berlin-Klondyke, Hipp-Kunsthalle Gmunden, Österreich
- 2013 Berlin-Klondyke, Werkhalle Baumwollspinnerei, Leipzig
- 2012  Chelsea Flower Show, London, UK (M) / Charade Rochade, Friends of Michele Würthle, Sammlung Haubrok,Berlin
- 2011 Berlin Klondyke, Institute of Art and Culture, Art Center Los Angeles, USA
- 2009 Galerie Ilka Klose, Würzburg / Galerie Friedmann-Hahn, Berlin
- 2008 Summer Special, Galerie Friedmann-Hahn, Berlin / Galeria Xanon, Bilbao, Spanien
- 2007 Hotels, Galerie Raumkollage Süd, Bielefeld
- 2006 Selection, Galerie Ilka Klose, Würzburg
- 2005 Intersection, 40 Jahre Deutsch-Israelische Freundschaft, in Zusammenarbeit mit dem deutschen Konsulat Miami, Gallery Liquid Blue, Miami, USA
- 2004 Double-bind, Paula Modersohn-Becker Museum, Bremen
- 2003 Double-bind, Künstlerhaus Bethanien, Berlin
- 2002 Bernard Chauchet, Contemporary Fine Art, London, UK
- 2001 Galerie Ute Brummel, Dortmund
- 2000 Galerie Francoise Heitsch, München / Galerie Bergmann, Göteborg, Schweden
- 1997 Goldrausch VIII, Künstlerhaus Bethanien, Berlin
- 1996 Schwarz-Weiß, Galerie Marianne Grob, Berlin

Weihrauch nahm an zahlreichen Kunstmessen teil:
Frieze Art Fair, Art International Zürich, Art Vienna, Art Karlsruhe, 3 TAGE KUNST Messe für Gegenwartskunst

## Einzelausstellungen (Auswahl)
- 2017 Sylt macht glücklich! Kamp Hüs, Kampen Sylt / Paysage intime, Galerie Pauls Stiess, Kronberg im Taunus
- 2016 Das Erwachen heiterer Gefühle bei der Ankunft auf dem Lande, Eichenkranz, Schlosspark Wörlitz, Dessau
- 2015 You´ve got taste! Galerie Gebrüder Wright, Berlin
- 2013 Flower Show, Orangerie Schloss Charlottenburg, Berlin
- 2012 Summersoft, Galeria Xanon, Bilbao, Spanien / Plink! Royal Chelsea Flower Show, London, UK
- 2011 Let’s get lost, Galerie Friedmann-Hahn, Berlin
- 2009 Contrastes, Galeria Xanon, Bilbao, Spanien
- 2008 Hotels und Pleasure grounds, Galerie Raumkollage-Süd, Bielefeld
- 2007 Galerie Friedmann-Hahn, Berlin
- 2005 Friends of Goethe, Ritz Carlton Hotel, Atlanta, USA / Galerie Udengaard, Arhus, Dänemark
- 2004 Orangerie Draenert, Immenstaad, Bodensee
- 2003 Galerie Ilka Klose, Würzburg / Galerie Frebel, Westerland/Sylt
- 2002 Galerie Ute Brummel, Dortmund / Galeria Jorge Albero, Madrid, Spanien
- 2001 Galerie Thomasson, Göteborg, Schweden / Galerie Francoise Heitsch, München
- 1997 Auf die Schritte achten, Staatliche Galerien der Dachauer Museen, Dachau
- 1996 Galerie Marianne Grob, Berlin

## Auszeichnungen und Stipendien
- Hauptstadtkulturfonds, 2003
- Goldrausch-Frauennetzwerk e.V 1999

## Veröffentlichungen
- Another World, Deutsche Bank Wealth Management, Frieze London and Frieze Masters, 2018
- Charade/Rochade, Axel Haubrok, 2013 Distanz Verlag GmbH, Berlin
- Double bind Kunst Karriere Kinder, Künstlerhaus Bethanien, 2003 Signe Theil, Vice Versa Verlag
- Kunststücke Sammlung Deutsche Ausgleichsbank Georg Elben[3]